# Horst Siebert
Horst Siebert (Neuwied, 20 maart 1938 - Zwitserland, 2 juni 2009) was een Duits econoom.
Siebert studeerde economie aan de Universiteit van Keulen en aan de Wesleyan universiteit in Connecticut en promoveerde in 1965 aan de Westfälische Wilhelms-Universität Münster, waar hij in 1969 economie begon te doceren. Hij onderwees daarnaast ook aan verschillende andere Duitse universiteiten.
Verder was hij lid van verschillende economische genootschappen, zoals de Sachverständigenrat zur Begutachtung der gesamtwirtschaftlichen Entwicklung. Van 1989 tot 2003 was hij voorzitter van het Institut für Weltwirtschaft van de Universität Kiel. Sinds 1996 was Siebert betrokken bij de opstelling van het Global Competitiveness Report van het World Economic Forum. Hij maakte ook deel uit van de Group of Economic (Policy) Analysis van de Europese Commissie.

## Werken
- Das produzierte Chaos: Ökonomie und Umwelt. Kohlhammer, Stuttgart 1973, ISBN 3-17-001580-X.
- Instrumente der Umweltpolitik. Informationsvoraussetzungen, Erfolgsbedingungen, Wirkungsanalyse. Schwartz, Göttingen 1976, ISBN 3-509-00860-X.
- Ökonomische Theorie der Umwelt. Mohr Siebeck, Tübingen 1978, ISBN 3-16-341001-4.
- Ökonomische Theorie natürlicher Ressourcen. Mohr Siebeck, Tübingen 1983, ISBN 3-16-344548-9.
- Die vergeudete Umwelt: steht die Dritte Welt vor dem ökologischen Bankrott? Fischer, Frankfurt 1990, ISBN 3-596-24128-6.
- Das Wagnis der Einheit: eine wirtschaftspolitische Therapie. Deutsche Verlags-Anstalt, Stuttgart 1992, ISBN 3-421-06628-0.
- Geht den Deutschen die Arbeit aus? Wege zu mehr Beschäftigung. Bertelsmann, München 1994, ISBN 3-570-12146-1.
- Weltwirtschaft. UTB, Stuttgart 1997, ISBN 3-8252-8148-5.
- Arbeitslos ohne Ende? Strategien für mehr Beschäftigung. Gabler, Wiesbaden 1998, ISBN 3-409-19319-7.
- Zum Paradigma des Standortwettbewerbs. Mohr Siebeck, Tübingen 2000, ISBN 3-16-147384-1.
- Der Kobra-Effekt: wie man Irrwege der Wirtschaftspolitik vermeidet. Deutsche Verlags-Anstalt, Stuttgart 2001, ISBN 3-421-05562-9.
- Jenseits des sozialen Marktes: eine notwendige Neuorientierung der deutschen Politik. Deutsche Verlags-Anstalt, München 2005, ISBN 3-421-05848-2.